# 查尔斯·伯里
查尔斯·伯里（Charles Rugeley Bury，1890年6月29日—1968年12月30日）是一位英国物理化学家。
他提出带有电子排列的早期原子模型，该模型解释了一些元素的化学性质，作为尼尔斯·玻尔原子模型的补充。 在一些早期论文中，伯里的原子模型被称为“玻尔-伯里原子”。 
查尔斯·伯里还引入了过渡一词来描述现在称为过渡金属的元素。